# Pałac Babelsberg
Pałac Babelsberg (niem. Schloss Babelsberg) – neogotycki pałac z XIX w. w poczdamskiej dzielnicy Babelsberg.
Zaprojektowany przez Karla Friedricha Schinkla (1834) dla księcia pruskiego Wilhelma Friedricha Ludwiga, późniejszego cesarza Wilhelma I. Wybudowany w latach 1835–1849, po śmierci Schinkla w 1841, prace kontynuowali Ludwig Persius oraz Johann Heinrich Strack. Przez ponad 50 lat pałac pozostawał letnią rezydencją cesarza i jego żony Augusty.
Pałac Babelsberg należy do grupy pałaców i zespołów parkowych w Poczdamie i Berlinie wpisanych w 1990 na listę światowego dziedzictwa UNESCO. Obecnie o pielęgnację i restaurację pałacu troszczy się Fundacja Pruskie Pałace i Ogrody Berlin-Brandenburg (niem. Stiftung Preußische Schlösser und Gärten Berlin-Brandenburg).

## Historia

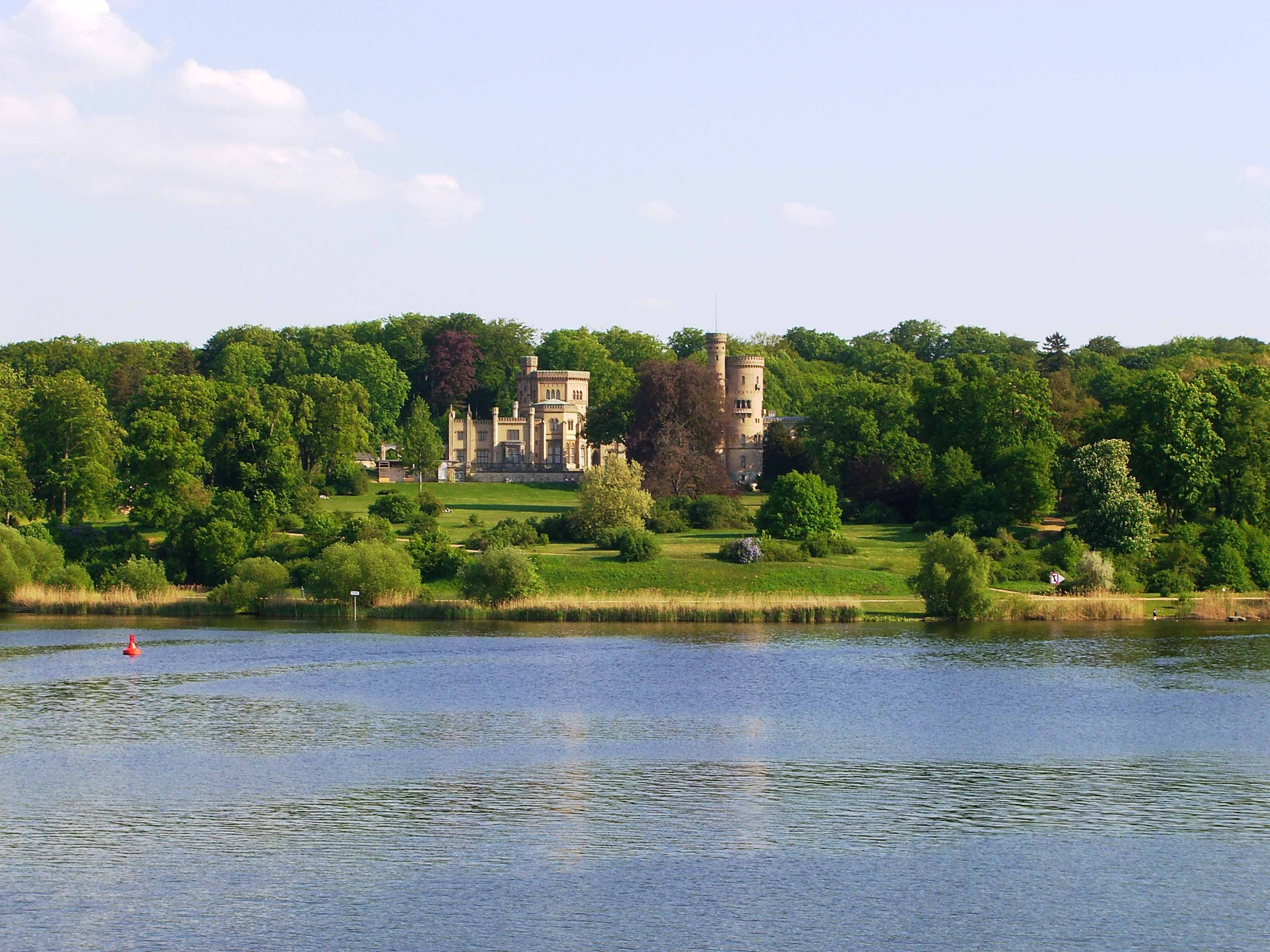
Pałac Babelsberg, widok od strony Haweli

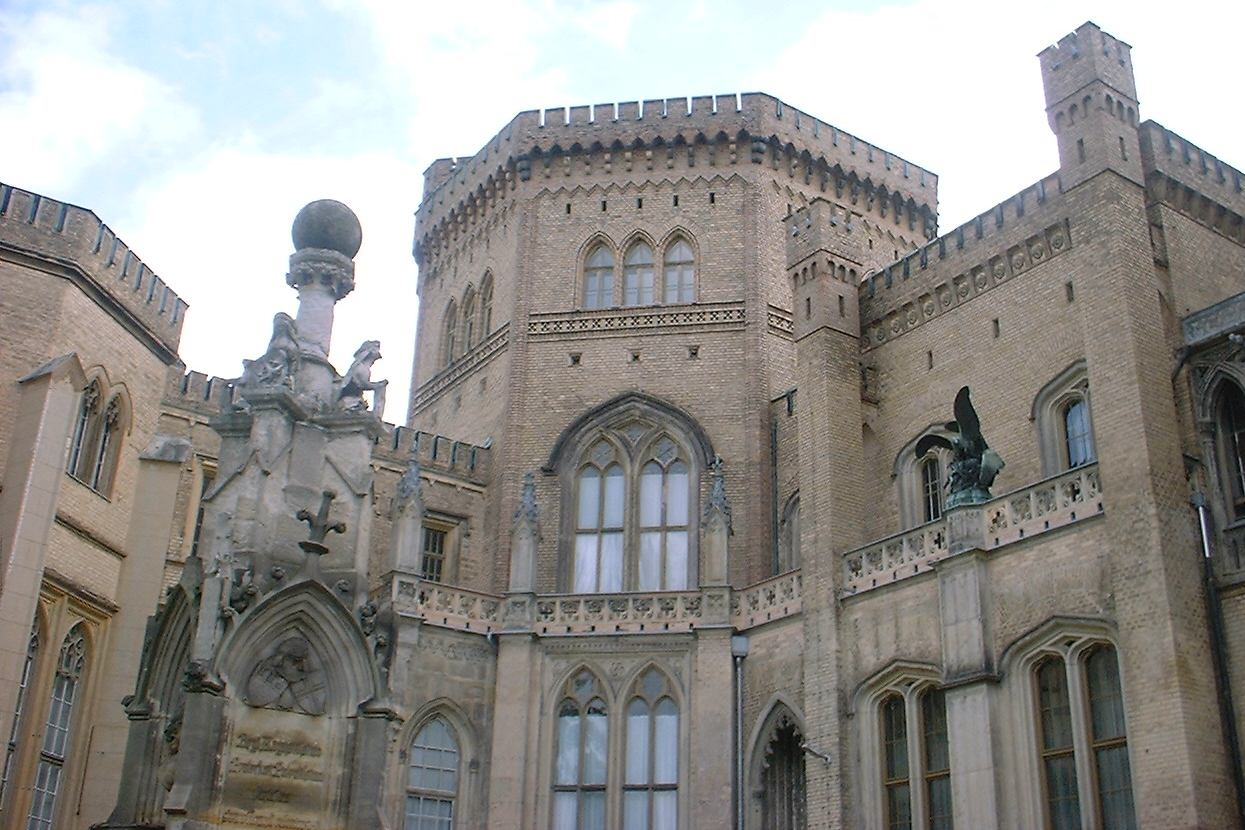
Pałac Babelsberg, dziedziniec

Król Fryderyk Wilhelm III wydał zgodę na budowę nowej rezydencji letniej w Babelsbergu dla swojego syna księcia Wilhelma w 1833. Projekt pałacu powierzono Karlowi Friedrichowi Schinklowi, który w swojej pracy opierał się na szkicach neogotyckiej budowli w stylu angielskim sporządzonych przez jego ucznia Ludwiga Persiusa w 1831. Księżna Augusta osobiście nadzorowała prace Schinkla, sugerując styl gotyku Tudorów i narzucając wiele własnych rozwiązań architektonicznych. Prawdopodobnie z tego powodu Schinkel nigdy nie identyfikował się w pełni z powstałym dziełem – na uroczystość otwarcia pałacu wysłał Ludwiga Persiusa.
Plan Schinkla nie mógł być jednak w pełni zrealizowany z uwagi na ograniczone środki finansowe. W pierwszej kolejności wzniesiono mniejsze skrzydło północno-wschodnie, które poświęcono w 1835. Powstała budowla z żółtej cegły, o wysokich neogotyckich oknach z elementem oktagonalnym mieszczącym jadalnię (później przebudowaną na salę tronową).
Jako że małżeństwo króla Fryderyka Wilhelma IV pozostawało bezdzietne, następcą tronu został wyznaczony jego młodszy brat późniejszy Wilhelm I. Wobec dodatkowych obowiązków związanych z nową rolą księcia, pałac w Babelsbergu okazał się za mały, by pełnić funkcje reprezentacyjne siedziby następcy tronu. Rozpoczęto rozbudowę pałacu zgodnie z planami Schinkla, który zmarł w 1841 w trakcie ich realizacji.
Dzieło Schinkla kontynuował Ludwig Persius, który starał się stworzyć budowlę jak najwierniejszą planom swego mistrza. Jednak zaraz po wzniesieniu fundamentów w 1845 zmarł i Persius. Dalsze prace architektoniczne powierzono Johannowi Heinrichowi Strackowi, który patrzył przychylnym okiem na koncepcje księżnej Augusty, by wzbogacić dekoracje pałacu. Fasada otrzymała wieżyczki, wykusze i urozmaicone formy okienne, co odpowiadało bardziej stylowi mieszczańskiemu (niem. Burgerstil). Dobudowano drugie południowo-zachodnie skrzydło pałacu, które połączono z wcześniejszym budynkiem dwupiętrowym elementem oktagonalnym z salą balową, nawiązującym do wzniesionej wcześniej części z jadalnią. W nowo powstałym skrzydle urządzono pokoje dziecięce oraz jadalnię. Całość zwieńczyła masywna wieża.
Po ukończeniu skrzydła zachodniego pałac został ponownie poświęcony w październiku 1849. Park wokół pałacu w stylu angielskim został zaprojektowany przez Hermanna von Pückler-Muskau.
W latach 1848–1853 uczeń Schinkla i Persiusa Friedrich Hitzig oparł się na planach pałacu Babelsberg przy budowie zamku w Kittendorfie (niem. Schloss Kittendorf) (Meklemburgia-Pomorze Przednie).
Przez ponad 50 lat pałac pozostawał letnią rezydencją cesarza i jego żony Augusty. Po śmierci Wilhelma I w 1888 pałac opustoszał. W latach 1910–1913 został przebudowany przez Alberta Geyera. Do 1927 spełniał funkcje muzealne.
W 1945 pałac został splądrowany, a jego wyposażenie rozgrabione. Kilka neogotyckich mebli z jasnego drewna klonowego zostało przewiezionych do pałacu Cecilienhof do apartamentu Winstona Churchilla, który brał udział w odbywającej się tam konferencji poczdamskiej.
W 1953 część sal była używana przez Akademię Prawa i Administracji (niem. Akademie für Staats- und Rechtswissenschaften der DDR). Sale wykładowe znajdowały się w nowych budynkach za pałacem (obecnie używane przez Uniwersytet Poczdamski). Od 1970 w pałacu znajdowało się muzeum prehistorii. Po zjednoczeniu Niemiec, od 1992 pałac pełni funkcje muzealne.

## Literatura
- Amtlicher Führer der Stiftung Preußische Schlösser und Gärten Berlin-Brandenburg: Park und Schloss Babelsberg, wydanie 3, 1999
- Gert Streidt, Klaus Frahm, Potsdam. Die Schlösser und Gärten der Hohenzollern, Könemann Verlagsgesellschaft mbH, Kolonia, 1996 ISBN 3-89508-238-4.